# Dolga vas (gmina Kočevje)
Dolga vas – wieś w Słowenii, w gminie Kočevje. W 2018 roku liczyła 844 mieszkańców.